# Трудолюбовка (Одесская область)
Трудолюбовка (укр. Трудолюбівка) — село, относится к Ширяевскому району Одесской области Украины.
Население по переписи 2001 года составляло 71 человек. Почтовый индекс — 66812. Телефонный код — 4858. Занимает площадь 0,24 км². Код КОАТУУ — 5125480309.

## История
В 1945 г. Указом ПВС УССР село Дзерковка переименовано в Трудолюбовку.

## Местный совет
66811, Одесская область, Ширяевский район, с. Александровка, улица Школьная, дом 24